# Cantone di Bourg-la-Reine
Il Cantone di Bourg-la-Reine era una divisione amministrativa dell'Arrondissement di Antony.
A seguito della riforma approvata con decreto del 26 febbraio 2014, che ha avuto attuazione dopo le elezioni dipartimentali del 2015, è stato soppresso.

## Composizione
Comprende parte del comune di Antony ed il comune di Bourg-la-Reine.